# Tendas
Tendas is een bestuurslaag in het regentschap Pati van de provincie Midden-Java, Indonesië. Tendas telt 2417 inwoners (volkstelling 2010).